# Unione montana dei comuni della Valtiberina Toscana
L'Unione montana dei comuni della Valtiberina Toscana è un'unione di comuni della Toscana, in provincia di Arezzo, formata dai comuni di Anghiari, Badia Tedalda, Caprese Michelangelo, Monterchi, Sansepolcro e Sestino.